# Aethel Tollemache
Aethel Tollemache (* ca. 1875 in Rangun, Burma; † 26. Mai 1955 in Bath, Somerset) war eine britische Suffragette.

## Leben
Tollemache war die Tochter von Reverend Clement Reginald Tollemache (1835–1895) und Frances Josephine Simpson. Sie war die Urenkelin des Adligen William Tollemache, Lord Huntingtower (1766–1833). Sie hatte zwei Schwestern, Mary und Grace. Nach ihrer Rückkehr aus dem Ausland lebten sie in der Batheasten Villa in Bath.
Tollemache war eng mit Mary Blathwayt von Eagle House befreundet. Im November 1907 besuchten Tollemache und Blathwayt ein Treffen der Women’s Social and Political Union (WSPU) in den Victoria Rooms in Bristol, wo sie Reden von Christabel Pankhurst, Emmeline Pethick-Lawrence und Annie Kenney hörten. Nach dem Treffen trat sie der WSPU bei, und ihre Schwester Grace und ihre Mutter engagierten sich bald ebenfalls für die Sache.
Tollemache nahm zusammen mit einer Gruppe von Mitstreiterinnen am Boykott der Volkszählung 1911 teil. Während des Erfassungsabends spielte Tollemache Klavier und ihre Schwester Grace spielte Geige, um die Gruppe der Verweigerinnen zu unterhalten. Sie beteiligte sich auch an militanten Aktionen, wie dem Gießen von Teer in Briefkästen. Im November 1911 wurde sie verhaftet und für vierzehn Tage inhaftiert, weil sie in London Fensterscheiben des Liberal Clubs eingeschlagen hatte. Ihre Mutter sagte, dass Aethel nach Hause telegrafierte „14 Tage, hurra!“. Nach ihrer Entlassung aus dem Gefängnis wurde von der Bath-Zweigstelle der WSPU eine Willkommensfeier organisiert.
Im Jahr 1913, als Tollemache in Bradford-on-Avon, Wiltshire, zusammen mit Barbara Wylie sprach, mussten die Frauen von der Polizei zum Bahnhof eskortiert werden, um sie vor einer Menge junger Männer zu schützen, die sie angebrüllt hatten und auf sie zugestürmt waren. Am 21. Mai 1914 wurde sie nach einem Protest vor dem Buckingham Palace verhaftet und trat im Holloway Prison erneut in den Hungerstreik.
Während des Ersten Weltkriegs nutzten die Tollemache-Schwestern ihren Landbesitz, um Lebensmittel für die Kriegsanstrengungen anzubauen. Tollemache wurde Pazifistin und Vegetarierin und schloss sich Sylvia Pankhursts East London Federation of Suffragettes (ELFS) an. Im Jahr 1917 wurde sie in Leytonstone, London, verhaftet, als sie Unterschriften für ein Friedensdenkmal sammelte, aber mit einer Verwarnung freigelassen und darauf hingewiesen, dass sie bei Fortsetzung ihrer Aktivitäten nach dem Defence of the Realm Act strafrechtlich verfolgt werden würde.
Sie starb 1955 in Bath.